# Richland City (Indiana)
Richland City est une commune du comté de Spencer, situé dans l'Indiana, aux États-Unis. Sa population était de 425 habitants au dernier recensement.
1. ↑  Fact Finder, (consulté le 1er mai 2015).